# DEB-Pokal der Frauen 2016
Der DEB-Pokal der Frauen 2016 wurde am 12. und 13. März 2016 in der Saturn-Arena in Ingolstadt ausgetragen. Er fand damit zum 15. Male seit seiner Einführung und zum 10. Mal unter Teilnahme der besten deutschen Frauen-Eishockeymannschaften statt. Pokalsieger wurde zum zweiten Mal nach 2013 der ECDC Memmingen.

## Teilnehmer und Modus
Für das Turnier waren neben Ausrichter und Titelverteidiger ERC Ingolstadt die drei besten Mannschaften der abgeschlossenen Bundesligasaison 2015/16 für das Turnier qualifiziert. Gespielt wurde wieder im Turniermodus mit Halbfinal- und Finalspielen. Die Pokalspiele fanden in regulärer Spielzeit von 3 × 20:00 Minuten statt.

## Ansetzungen
Halbfinale
| 12. März 2016 16:00 Uhr | ESC Planegg Sophie Kratzer (14:45) Katharina Gerstmeir (42:30) Kayla Campero (44:30) Kerstin Spielberger (59:35) | 4:3 (1:1, 0:1, 3:1) Spielbericht | ERC Ingolstadt Carina Hoffmann (11:44) Elisa Matschke (32:24) Danielle Gagné (48:37) | Saturn-Arena 2, Ingolstadt Zuschauer: 203 |

| 12. März 2016 19:30 Uhr | ECDC Memmingen Indians Daria Gleißner (4:22) Manuela Anwander (9:09) Nicola Eisenschmid (46:58) Julia Seitz (52:19) Manuela Anwander (57:04) | 5:1 (2:0, 0:0, 3:0) Spielbericht | EC Bergkamener Bären Claudia Weltermann (5:40) | Saturn-Arena 2, Ingolstadt Zuschauer: 81 |

Spiel um Platz 3
| 13. März 2016 12:45 Uhr | ERC Ingolstadt Lucie Geelhaar (5:21) Eva Byszio (7:23) Elisa Matschke (11:57) Danielle Gagné (15:21) Sybille Kretzschmar (21:06) Carina Hoffmann (26:01) Elisa Matschke (39:21) | 7:3 (4:0, 3:2, 0:1) Spielbericht | EC Bergkamener Bären Sabina Florian (23:48) Nina Ziegenhals (28:00) Sabina Florian (48:14) | Saturn-Arena 2, Ingolstadt Zuschauer: 182 |

Finale
| 13. März 2016 16:00 Uhr | ECDC Memmingen Daria Gleißner (6:25) Sarah Robson (15:55) Sarah Robson (31:40) Susanne Fellner (55:46) | 4:2 (2:0, 1:1, 1:1) Spielbericht | ESC Planegg Sarah MacDonnell (28:40) Sophie Kratzer (58:56) | Saturn-Arena 2, Ingolstadt Zuschauer: 118 |

## Kader des Pokalsiegers
| DEB-Pokalsieger ECDC Memmingen | Torhüter: Franziska Albl, Emma Schweiger Abwehr: Carina Bitzer, Susanne Fellner, Theresa Fritz, Julia Gemsjäger, Daria Gleißner, Lena Klement, Anna-Lena Niewollik, Carina Strobel, Saskia Wirth Angriff: Manuela Anwander, Luisa Brugger, Nicola Eisenschmid, Kaitlyn Keon, Sarah Robson, Antje Sabautzki, Julia Seitz, Marina Swikull, Johanna Winter Trainerstab: Werner Tenschert, Markus Rose |